# تشارلز ماير
تشارلز ماير (بالإنجليزية: Monk Meyer)‏ (و. 1911 – 2001 م) هو لاعب كرة قدم أمريكية، من الولايات المتحدة الأمريكية، توفي في أوكلاند، كاليفورنيا، عن عمر يناهز 90 عاماً.

## التعليم
تعلم في الأكاديمية العسكرية الأمريكية.

## الخدمة العسكرية
خدم في القوات البرية للولايات المتحدة.

## جوائز
حصل على جوائز منها:
- وسام القلب الأرجواني
- ستار سيلفر.